# Euractiv
Euractiv is een Europese nieuwswebsite gericht op EU-beleid, opgericht in 1999 door de Franse media-uitgever Christophe Leclercq. Het hoofdkantoor en de centrale redactie zijn gevestigd in Brussel, met andere kantoren in Parijs en Berlijn. De inhoud wordt geproduceerd door ongeveer 50 journalisten in België, Bulgarije, Tsjechië, Frankrijk, Duitsland, Griekenland, Italië, Polen, Roemenië en Slowakije.
Euractiv's beleidsverslaggeving is verdeeld over acht secties: Agrifood, Economy, Energy & Environment, Global Europe, Health, Politics, Technology en Transport. De berichtgeving wordt aangevuld met een programma van meer dan 100 evenementen per jaar, meestal in de vorm van debatten met belanghebbenden over dezelfde beleidsterreinen. De beleidsverslaggeving van Euractiv richt zich op de beginfase van de EU-besluitvorming. Bijna al zijn Engelstalige inhoud wordt vertaald in het Frans en Duits.
Euractiv heeft gediversifieerde financieringsbronnen, aangezien het bedrijf particuliere en overheidsinkomsten zoekt om zijn activiteiten uit te voeren. In 2019 kwam ongeveer een vijfde van de inkomsten van Euractiv uit openbare bronnen, waaronder de EU. Andere inkomstenbronnen zijn reclame en sponsoring door bedrijven.
In mei 2023 werd Euractiv overgenomen door het Belgische mediabedrijf Mediahuis, wat de eerste internationale overname van het mediaplatform van het bedrijf werd. Het heeft een driekoppig managementteam bestaande uit René Moerland (uitgever en voormalig hoofdredacteur van de Nederlandse krant NRC), Claire Boussagol (Managing Director en voorheen President Europa bij APCO Worldwide en CEO bij Politico Europe) en Emmanuel Naert (Directeur Abonnementen).

## Profiel
Euractiv doet al meer dan twintig jaar verslag van het Europees Parlement en andere EU-instellingen. De redactionele berichtgeving omvat zowel de Europese politiek in Brussel als een meer diepgaande analyse van het EU-beleid op gebieden als energie en milieu, landbouw, voedselveiligheid, vervoer en technologie.
Naast dagelijkse artikelen produceert Euractiv ook ‘Special Reports’ over specifieke beleidsonderwerpen. In 2016 introduceerde het bedrijf zijn dagelijkse update The Brief. In 2019 lanceerde het zijn belangrijkste nieuwsbrieven gericht op de EU: The Capitals, de Tech Brief en de Transport Brief. Daarnaast is Euractiv gespecialiseerd in het organiseren van evenementen die belangrijke belanghebbenden samenbrengen en met elkaar in gesprek brengen. In 2018 organiseerde Euractiv meer dan 70 evenementen, waarvan de meeste gesponsord werden, meestal in de vorm van workshops of debatten.

## Nieuwsbrief
Euractiv verspreidt nieuwsbrieven genaamd 'Policy Briefs' in lijn met de dekking van de grootste beleidsterreinen van de Europese Unie, bijv. landbouw, technologie en energie. Met name in de dagelijkse nieuwsbrief "The Capitals" brengt Euractiv politiek nieuws uit heel Europa samen dat een breder Europees belang heeft.

## Impact
Volgens de EU Media Poll 2023, uitgevoerd door Savanta voor BCW Brussel, staat Euractiv op de vijfde plaats van meest invloedrijke EU-bronnen, waarmee het voor het eerst in de top 10 terechtkomt.
In 2022 werd Euractiv in een onderzoek van de Raad van de Europese Unie gerangschikt als tweede op de lijst van meest invloedrijke mediakanalen onder leden van het Europees Parlement (MEP's).